# 塞利姆·亚沙尔
塞利姆·亚沙尔（土耳其語：Selim Yaşar，1990年2月20日—），土耳其男子摔跤运动员。他曾代表土耳其参加2016年夏季奥林匹克运动会摔跤比赛，获得男子自由式86公斤级银牌。